# شجاع (جلفا)
شجاع هي قرية في مقاطعة جلفا، إيران. عدد سكان هذه القرية هو 2,287 في سنة 2006.